# هانا إميليا رايت
هانا إميليا رايت (بالإنجليزية: Hannah Amelia Wright)‏ هي طبيبة نفسية أمريكية، ولدت في 18 أغسطس 1836، وتوفيت في 1924.